# Helen Alford

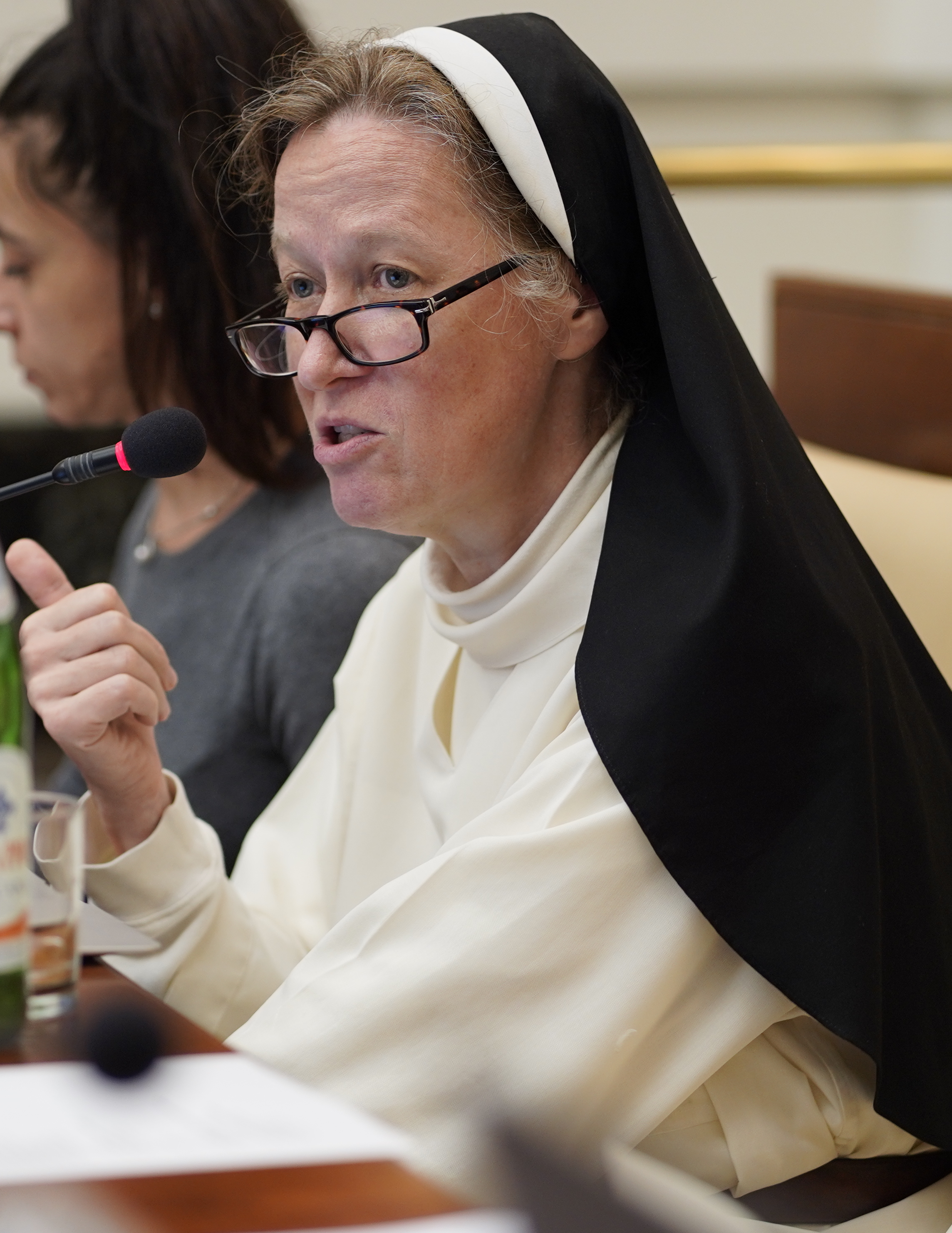
Helen Alford, 2019

Helen Alford OP (* 1. Mai 1964 in London) ist eine britische Dominikanerin und Sozial- und Wirtschaftswissenschaftlerin. Seit 2023 ist sie Präsidentin der Päpstlichen Akademie der Sozialwissenschaften.

## Leben
Alford studierte von 1983 bis 1987 Fertigungstechnik am britischen King’s College und wurde nach einem Ph.D.-Studium von 1987 bis 1992 an der University of Cambridge mit einer Thesis über die menschenzentrierte Technologie und ihrem Potenzial für die Humanisierung der Arbeit in der Fertigung promoviert. Sie war unter anderem für die Technologieunternehmen Michelin, Johnson Matthey, BICC, BAE Systems und Thomson-CSF tätig.
1994 trat Alford der Dominikanischen Schwestern der heiligen Katharina von Siena in Newcastle in KwaZulu-Natal, Südafrika, bei. Sie besuchte von 1994 bis 1996 Theologiekurse an der Blackfriars, Oxford, einer Permanent Private Hall der University of Oxford und absolvierte ein Lizeniatsstudium in Liturgie an der Päpstlichen Athenaeum Sant’Anselmo in Rom sowie ein Studium der Moraltheologie am Angelicum in Rom.
Helen Alford ist seit 1996 Professorin, seit 2009 Ordinaria und seit 2001 Dekanin der Fakultät für Sozialwissenschaften sowie Vizerektorin an der Päpstlichen Universität St. Thomas (Angelicum) in Rom. Zudem hat sie unter anderem die Leitung des internationalen Forschungsprojekts „Ethik und CSR“ inne, an dem Universitäten und Unternehmen in den USA, der EU, den postkommunistischen Ländern und den wirtschaftlich aufstrebenden Ländern beteiligt sind.
Ihr Lehr- und Forschungsgebiete sind die Wirtschaftsethik und die Geschichte des christlichen Sozialdenkens. Sie ist Beraterin des Päpstlichen Rates für Gerechtigkeit und Frieden und der Päpstlichen Stiftung Centesimus Annus Pro Pontifice (CAPP). Papst Franziskus berief sie im September 2020 als ordentliches Mitglied in die Päpstliche Akademie der Sozialwissenschaften. Am 1. April 2023 ernannte sie der Papst zur Präsidentin derselben Akademie.
Sie ist Autorin zahlreicher Veröffentlichungen über Managementtheorie und soziale Verantwortung von Unternehmen (Corporate Social Responsibility). Wichtige Veröffentlichung ist das zusammen mit Michael Naughton entstandene Werk „Managing As If Faith Mattered: Christian Social Principles in the Modern Organization“ (2001) und das mit Francesco Compagnoni verfasste „Preaching Justice: Dominican Contributions to Social Ethics in the Twentieth Century“ (2007 Band 1; 2016 Band 2).

## Schriften
- Managing As If Faith Mattered: Christian Social Principles in the Modern Organization, University of Notre Dame Press, 2001, zusammen mit Michael Naughton
- Rediscovering Abundance : Interdisciplinary Essays on Wealth, Income, and Their Distribution in the Catholic Social Tradition, University of Notre Dame Press, 2006
- Responsabilità sociale d'impresa e dottrina sociale della Chiesa Cattolica, Franco Angeli Edizioni 2009
- Preaching Justice I/II: Dominican Contributions to Social Ethics in the Twentieth Century, Dominican Publications, Dublin, 2007 (Band 1) und 2016 (Band II), zusammen mit Francesco Compagnoni
- Handbook on the Economics of Reciprocity and Social Enterprise, Edward Elgar Publishing 2013, zusammen mit Luigino Bruni, Stefano Zamagni, Antonella Ferrucci, Ricardo Abramovay